# Hillerød
Hillerød è un centro abitato della Danimarca situato nella regione di Hovedstaden. È capoluogo del comune omonimo del quale è sede amministrativa.

## Descrizione
Hillerød è una ricca città commerciale e culturale. È nota soprattutto per il Castello di Frederiksborg, nel centro della città, che è stata a lungo sede dei re danesi, noto anche per le vicende di Amleto.
Un'altra istituzione culturale è il parco della cultura e della conoscenza ("Hillerød Viden-og Kulturpark"), una biblioteca con laboratori cultura e punti di gioco. Questo è il punto di ritrovo per la vita culturale di Hillerød, con mostre, musica e teatro.